# Adalberone di Bamberga
Adalberone di Eppenstein (... – Bamberga, 1057) fu vescovo di Bamberga dal 1053 fino alla morte.
Egli apparteneva alla stirpe degli Eppenstein in Carinzia ed era nipote della madre dell'imperatrice Gisela, moglie dell'imperatore Corrado II. Ricoprì la cattedra vescovile di Bamberga dal 1053 alla morte.